# Natation sportive aux championnats du monde de natation 2022
 (juin 2022).
La mise en forme du texte ne suit pas les recommandations de Wikipédia : il faut le « wikifier ».
Les points d'amélioration suivants sont les cas les plus fréquents :
- Les titres sont pré-formatés par le logiciel. Ils ne sont ni en capitales, ni en gras.
- Le texte ne doit pas être écrit en capitales (les noms de famille non plus), ni en gras, ni en italique, ni en « petit »…
- Le gras n'est utilisé que pour surligner le titre de l'article dans l'introduction, une seule fois.
- L'italique est rarement utilisé : mots en langue étrangère, titres d'œuvres, noms de bateaux, etc.
- Les citations ne sont pas en italique mais en corps de texte normal. Elles sont entourées par des guillemets français : « et ».
- Les listes à puces sont à éviter, des paragraphes rédigés étant largement préférés. Les tableaux sont à réserver à la présentation de données structurées (résultats, etc.).
- Les appels de note de bas de page (petits chiffres en exposant, introduits par l'outil «  Source ») sont à placer entre la fin de phrase et le point final[comme ça].
- Les liens internes (vers d'autres articles de Wikipédia) sont à choisir avec parcimonie. Créez des liens vers des articles approfondissant le sujet. Les termes génériques sans rapport avec le sujet sont à éviter, ainsi que les répétitions de liens vers un même terme.
- Les liens externes sont à placer uniquement dans une section « Liens externes », à la fin de l'article. Ces liens sont à choisir avec parcimonie suivant les règles définies. Si un lien sert de source à l'article, son insertion dans le texte est à faire par les notes de bas de page.
- La présentation des références doit suivre les conventions bibliographiques. Il est recommandé d'utiliser les modèles {{Ouvrage}}, {{Chapitre}}, {{Article}}, {{Lien web}} et/ou {{Bibliographie}}. Le mode d'édition visuel peut mettre en forme automatiquement les références.
- Insérer une infobox (cadre d'informations à droite) n'est pas obligatoire pour parachever la mise en page.

Pour une aide détaillée, merci de consulter Aide:Wikification.
Si vous pensez que ces points ont été résolus, vous pouvez retirer ce bandeau et améliorer la mise en forme d'un autre article.
Navigation
Gwangju 2019 Fukuoka 2023
42 épreuves de natation sportive sont disputées dans le cadre des Championnats du monde de natation 2022 organisés à Budapest (Hongrie). Elles se déroulent du 2 au 25 juin 2022 à la Danube Arena.

## Podiums

### Femmes
| Épreuves               | Or                                                                               | Argent                                                                                    | Bronze                                                                        |
| Nage libre             | Nage libre                                                                       | Nage libre                                                                                | Nage libre                                                                    |
| ---------------------- | -------------------------------------------------------------------------------- | ----------------------------------------------------------------------------------------- | ----------------------------------------------------------------------------- |
| 50 m                   | Sarah Sjöström 23 s 98                                                           | Katarzyna Wasick 24 s 18                                                                  | Meg Harris Erika Brown 24 s 38                                                |
| 100 m                  | Mollie O'Callaghan 52 s 67                                                       | Sarah Sjöström 52 s 80                                                                    | Torri Huske 52 s 92                                                           |
| 200 m                  | Yang Junxuan 1 min 54 s 92                                                       | Mollie O'Callaghan 1 min 55 s 22                                                          | Tang Muhan 1 min 56 s 25                                                      |
| 400 m                  | Katie Ledecky 3 min 58 s 15 CR                                                   | Summer McIntosh 3 min 59 s 39                                                             | Leah Smith 4 min 2 s 08                                                       |
| 800 m                  | Katie Ledecky 8 min 8 s 04                                                       | Kiah Melverton 8 min 18 s 77                                                              | Simona Quadarella 8 min 19 s 00                                               |
| 1 500 m                | Katie Ledecky 15 min 30 s 15                                                     | Katie Grimes 15 min 44 s 89                                                               | Lani Pallister 15 min 48 s 96                                                 |
| Dos                    |                                                                                  |                                                                                           |                                                                               |
| 50 m                   | Kylie Masse 27 s 31                                                              | Katharine Berkoff 27 s 39                                                                 | Analia Pigrée 27 s 40                                                         |
| 100 m                  | Regan Smith 58 s 22                                                              | Kylie Masse 58 s 40                                                                       | Claire Curzan 58 s 67                                                         |
| 200 m                  | Kaylee McKeown 2 min 5 s 08                                                      | Phoebe Bacon 2 min 5 s 12                                                                 | Rhyan White 2 min 6 s 96                                                      |
| Brasse                 |                                                                                  |                                                                                           |                                                                               |
| 50 m                   | Rūta Meilutytė 29 s 70                                                           | Benedetta Pilato 29 s 80                                                                  | Lara van Niekerk 29 s 90                                                      |
| 100 m                  | Benedetta Pilato 1 min 5 s 93                                                    | Anna Elendt 1 min 5 s 98                                                                  | Rūta Meilutytė 1 min 6 s 02                                                   |
| 200 m                  | Lilly King 2 min 22 s 41                                                         | Jenna Strauch 2 min 23 s 04                                                               | Kate Douglass 2 min 23 s 20                                                   |
| Papillon               |                                                                                  |                                                                                           |                                                                               |
| 50 m                   | Sarah Sjöström 24 s 95                                                           | Mélanie Henique 25 s 31                                                                   | Zhang Yufei 25 s 32                                                           |
| 100 m                  | Torri Huske 55 s 64                                                              | Marie Wattel 56 s 14                                                                      | Zhang Yufei 56 s 41                                                           |
| 200 m                  | Summer McIntosh 2 min 5 s 20 WJ                                                  | Hali Flickinger 2 min 6 s 08                                                              | Zhang Yufei 2 min 6 s 32                                                      |
| Quatre nages           |                                                                                  |                                                                                           |                                                                               |
| 200 m                  | Alex Walsh 2 min 7 s 13                                                          | Kaylee McKeown 2 min 8 s 91                                                               | Leah Hayes 2 min 8 s 91 WJ                                                    |
| 400 m                  | Summer McIntosh 4 min 32 s 04 WJ                                                 | Katie Grimes 4 min 32 s 67                                                                | Emma Weyant 4 min 36 s 00                                                     |
| Relais                 |                                                                                  |                                                                                           |                                                                               |
| 4 × 100 m nage libre   | Australie Mollie O'Callaghan Madison Wilson Meg Harris Shayna Jack 3 min 30 s 95 | Canada Kayla Sanchez Taylor Ruck Margaret MacNeil Penny Oleksiak 3 min 32 s 15            | États-Unis Torri Huske Erika Brown Kate Douglass Claire Curzan 3 min 32 s 58  |
| 4 × 200 m nage libre   | États-Unis Claire Weinstein Leah Smith Katie Ledecky Bella Sims 7 min 41 s 45 CR | Australie Madison Wilson Leah Neale Kiah Melverton Mollie O'Callaghan 7 min 43 s 86       | Canada Summer McIntosh Kayla Sanchez Taylor Ruck Penny Oleksiak 7 min 44 s 76 |
| 4 × 100 m quatre nages | États-Unis Regan Smith Lilly King Torri Huske Claire Curzan 3 min 53 s 78        | Australie Kaylee McKeown Jenna Strauch Brianna Throssell Mollie O'Callaghan 3 min 54 s 25 | Canada Kylie Masse Rachel Nicol Margaret MacNeil Penny Oleksiak 3 min 55 s 01 |

### Légende
RM Record du monde | RMj Record du monde junior | RAf Record d'Afrique | RAm Record d'Amérique | RAs Record d'Asie | RE Record d'Europe | 
ROc Record d'Océanie | RC Record des championnats | RN Record national

## Tableau des médailles

### Par nations
- Pays organisateur

| Rang               | Nation             | Or | Argent | Bronze | Total |
| ------------------ | ------------------ | -- | ------ | ------ | ----- |
| 1                  | États-Unis         | 17 | 12     | 16     | 45    |
| 2                  | Australie          | 6  | 9      | 2      | 17    |
| 3                  | Italie             | 5  | 2      | 2      | 9     |
| 4                  | Canada             | 3  | 4      | 4      | 11    |
| 5                  | France             | 2  | 4      | 2      | 8     |
| 6                  | Suède              | 2  | 2      | 0      | 4     |
| 7                  | Hongrie            | 2  | 0      | 0      | 2     |
| 7                  | Roumanie           | 2  | 0      | 0      | 2     |
| 9                  | Royaume-Uni        | 1  | 1      | 3      | 5     |
| 10                 | Chine              | 1  | 0      | 4      | 5     |
| 11                 | Lituanie           | 1  | 0      | 1      | 2     |
| 12                 | Allemagne          | 0  | 3      | 1      | 4     |
| 13                 | Japon              | 0  | 2      | 2      | 4     |
| 14                 | Brésil             | 0  | 1      | 1      | 2     |
| 14                 | Pays-Bas           | 0  | 1      | 1      | 2     |
| 14                 | Pologne            | 0  | 1      | 1      | 2     |
| 17                 | Corée du Sud       | 0  | 1      | 0      | 1     |
| 18                 | Ukraine            | 0  | 0      | 1      | 1     |
| 18                 | Afrique du Sud     | 0  | 0      | 1      | 1     |
| Total (19 nations) | Total (19 nations) | 42 | 43     | 42     | 127   |

### Par nageuses
| Rang                | Nation              | Or | Argent | Bronze | Total |
| ------------------- | ------------------- | -- | ------ | ------ | ----- |
| 1                   | Katie Ledecky       | 4  | 0      | 0      | 4     |
| 2                   | Mollie O'Callaghan  | 3  | 3      | 0      | 6     |
| 3                   | Torri Huske         | 3  | 0      | 3      | 6     |
| 4                   | Summer McIntosh     | 2  | 1      | 1      | 4     |
| 5                   | Sarah Sjöström      | 2  | 1      | 0      | 3     |
| 6                   | Madison Wilson      | 2  | 1      | 0      | 3     |
| 7                   | Claire Curzan       | 2  | 0      | 3      | 5     |
| 8                   | Regan Smith         | 2  | 0      | 0      | 2     |
| 8                   | Lilly King          | 2  | 0      | 0      | 2     |
| 10                  | Kaylee McKeown      | 1  | 3      | 0      | 4     |
| 11                  | Kylie Masse         | 1  | 1      | 1      | 3     |
| 12                  | Benedetta Pilato    | 1  | 1      | 0      | 2     |
| 12                  | Shayna Jack         | 1  | 1      | 0      | 2     |
| 14                  | Rūta Meilutytė      | 1  | 0      | 1      | 2     |
| 14                  | Meg Harris          | 1  | 0      | 1      | 2     |
| 14                  | Leah Smith          | 1  | 0      | 1      | 2     |
| 17                  | Yang Junxuan        | 1  | 0      | 0      | 1     |
| 17                  | Alex Walsh          | 1  | 0      | 0      | 1     |
| 17                  | Claire Weinstein    | 1  | 0      | 0      | 1     |
| 17                  | Bella Sims          | 1  | 0      | 0      | 1     |
| 21                  | Kayla Sanchez       | 0  | 2      | 1      | 3     |
| 21                  | Penny Oleksiak      | 0  | 2      | 1      | 3     |
| 23                  | Kiah Melverton      | 0  | 2      | 0      | 2     |
| 23                  | Katie Grimes        | 0  | 2      | 0      | 2     |
| 23                  | Jenna Strauch       | 0  | 2      | 0      | 2     |
| 26                  | Taylor Ruck         | 0  | 1      | 1      | 2     |
| 26                  | Margaret MacNeil    | 0  | 1      | 1      | 2     |
| 28                  | Katarzyna Wasick    | 0  | 1      | 0      | 1     |
| 28                  | Katharine Berkoff   | 0  | 1      | 0      | 1     |
| 28                  | Phoebe Bacon        | 0  | 1      | 0      | 1     |
| 28                  | Anna Elendt         | 0  | 1      | 0      | 1     |
| 28                  | Mélanie Henique     | 0  | 1      | 0      | 1     |
| 28                  | Marie Wattel        | 0  | 1      | 0      | 1     |
| 28                  | Hali Flickinger     | 0  | 1      | 0      | 1     |
| 28                  | Leah Neale          | 0  | 1      | 0      | 1     |
| 28                  | Brianna Throssell   | 0  | 1      | 0      | 1     |
| 37                  | Zhang Yufei         | 0  | 0      | 3      | 3     |
| 37                  | Kate Douglass       | 0  | 0      | 2      | 2     |
| 37                  | Erika Brown         | 0  | 0      | 2      | 2     |
| 40                  | Tang Muhan          | 0  | 0      | 1      | 1     |
| 40                  | Simona Quadarella   | 0  | 0      | 1      | 1     |
| 40                  | Lani Pallister      | 0  | 0      | 1      | 1     |
| 40                  | Analia Pigrée       | 0  | 0      | 1      | 1     |
| 40                  | Rhyan White         | 0  | 0      | 1      | 1     |
| 40                  | Lara van Niekerk    | 0  | 0      | 1      | 1     |
| 40                  | Leah Hayes          | 0  | 0      | 1      | 1     |
| 40                  | Emma Weyant         | 0  | 0      | 1      | 1     |
| 40                  | Penny Oleksiak      | 0  | 0      | 1      | 1     |
| 40                  | Rachel Nicol        | 0  | 0      | 1      | 1     |
| 40                  | Kira Toussaint      | 0  | 0      | 1      | 1     |
| 40                  | Marrit Steenbergen  | 0  | 0      | 1      | 1     |
| Total (51 nageuses) | Total (51 nageuses) | 22 | 23     | 21     | 66    |

## Records du monde battus
| Date         | Discipline                      | () | Nouveau détenteur  | Nouveau temps | Ancien détenteur | Ancien temps  | Année |
| ------------ | ------------------------------- | -- | ------------------ | ------------- | ---------------- | ------------- | ----- |
| 20 juin 2022 | 100 m dos                       | f  | Thomas Ceccon      | 51 s 60       | Ryan Murphy      | 51 s 85       | 2016  |
| 21 juin 2022 | 200 m papillon                  | f  | Kristóf Milák      | 1 min 50 s 34 | Kristóf Milák    | 1 min 50 s 73 | 2019  |
| 24 juin 2022 | 4 × 100 mètres nage libre mixte | f  | équipe d'Australie | 3 min 19 s 38 |                  |               |       |